# La noia del tren (pel·lícula de 2016)
La noia del tren (títol original en anglès: The Girl on the Train) és un thriller psicològic estatunidenc del 2016, dirigit per Tate Taylor i protagonitzat per Emily Blunt, Haley Bennett i Rebecca Ferguson, basat en la novel·la homònima de Paula Hawkins, amb guió d’Erin Cressida Wilson. La pel·lícula ha estat doblada al català.

## Argument
Rachel és una dona alcohòlica, trasbalsada pel seu recent divorci. Cada matí passa amb el tren per davant d'una casa i per evadir-se es dedica a imaginar la vida d'una parella, aparentment perfecta, fins que un dia veu una escena que la deixa de pedra.
S'haurà acabat ser només la noia del tren, es veurà embolicada en un misteri per esbrinar qué és el que realment va veure.

## Repartiment
- Emily Blunt: Rachel Watson
- Rebecca Ferguson: Anna Watson, esposa actual de Tom
- Haley Bennett: Megan Hipwell, mainadera de l'Anna i Tom, esposa de l' Scott
- Justin Theroux: Tom Watson, ex marit de Rachel, marit de l'Anna
- Luke Evans: Scott Hipwell, marit de la Megan
- Édgar Ramírez: Dr. Kamal Abdic, psiquiatra de Megan
- Allison Janney: detectiu Riley
- Lisa Kudrow: Martha, esposa de l'antic cap de Tom
- Laura Prepon: Cathy
- Darren Goldstein
- Lana Young

## Al voltant de la pel·lícula
La noia del tren, va ser la primera novel·la de Paula Hawkins, escriptora britànica nascuda a Zimbàbue, i ben aviat es va convertir en un best-seller, traduïda a més de quaranta llengües, entre elles el català.
DreamWorks en va adquirir els drets el 2014, abans de la publicació del llibre. El guió de la pel·lícula, adaptació de la novel·la va anar a càrrec d'Erin Cressida Wilson, guionista també de films com Men, Women & Children (2014) i Secretary (2002)
El director del film, Tate Taylor ja havia dirigit amb DreamWorks la reconeguda The Help (2011).
Taylor, Wilson i el dissenyador de producció Kevin Thompson van traslladar la història, canviant la ubicació de Londres a Nova York. Thompson i el responsable de localitzacions, Joe Guest, després d'avaluar diferents opcions, es van decidir per situar el centre de la història que passa en el tren en la línia Hudson Line (Metro-North), que va de Manhattan als comtats de Westchester, Putnam i Dutchess, per com s'ajustava a l'estètica que intentaven aconseguir. L'equip també va construir una rèplica del tren envoltada d’una pantalla verda sobre un escenari sonor per tenir més llibertat i control sobre les vistes i les ubicacions de la càmera.
Amb un pressupost de 45 milions de dòlars, la pel·lícula va recaptar 75,4 milions de dòlars durant les 13 setmanes del seu llançament en les sales dels Estats Units i el Canadà. A la resta del món va obtenir uns ingressos de 97,8 milions.

## Crítica
En el lloc web estatunidenc Rotten Tomatoes dedicat a la crítica i informació sobre pel·lícules, La noia del tren obté una valoració positiva del 44% de les 308 ressenyes dels crítics, amb una valoració mitja de 5,3/10 i un 48% d'aprovació dels espectadors, amb un 3,2/5.
A l’agregador de ressenyes Metacritic, la pel·lícula obté una qualificació de 48/100 a partir de les opinions de 49 crítics, amb 13 valoracions positives, 27 en la banda de qualificació mixta i 9 valoracions negatives. Els usuaris la valoren en general favorablement, amb una puntuació de 6,1/10.

## Nominacions
Va rebre una nominació al BAFTA millor actriu per Emily Blunt.